# Cor de pirata
Cor de pirata (títol original en alemany, Störtebeker) és una minisèrie de televisió germanocatalana dirigida per Miguel Alexandre. S'ha doblat al català.

## Sinopsi
Ambientada a l'Europa del segle xiv, la vida del jove Klaus Störtebeker, fill d'un pescador, canvia dràsticament quan els seus pares són assassinats pel despietat clan Wallenrod. Des d'aquell dia, el nen decideix fer justícia contra el despotisme. Uns anys més tard, Störtebeker es retroba amb la seva estimada de la infància, l'Elisabeth. L'alegria de tornar-la a veure s'esvaeix ràpidament quan s'assabenta que es casarà per la força amb el seu principal enemic, en Simon de Wallenrod.

## Repartiment
- Ken Duken: Klaus Störtebeker
- Claire Keim: Elisabeth Preen
- Gottfried John: Konrad von Wallenrod
- Miguel Herz-Kestranek: Hermann Preen, pare de l'Elisabeth
- Stephan Luca: Simon von Wallenrod
- Frank Giering: Jan Broderson, germà d'en Klaus
- Timo Dierkes: Bruder Wigbold
- Jochen Nickel: Gödeke Michels
- Marissa Duken: Sigrid
- Antonio Wannek: Erik
- Pepa López: Maria